# Command & Conquer: Tiberian Sun — Firestorm
Command & Conquer: Tiberian Sun — Firestorm — дополнение к компьютерной игре Command & Conquer: Tiberian Sun в жанре стратегия в реальном времени, разработанный компанией Westwood Studios и изданный компанией Electronic Arts. Оно было выпущено 27 февраля 2000 года под Windows.

## Сюжет
Дополнение Firestorm повествует о восстании разумного компьютера CABAL (в рус. переводе СИНОД), разработанного учёными NOD. Его целью является приближение тибериевого будущего с помощью киборгов, производимых из захваченных в плен людей.

## Игра в свободном доступе
С 13 февраля 2010 года полную версию игры Tiberian Sun, включая дополнение Firestorm (а также полные версии Command & Conquer: Tiberian Dawn и Command & Conquer: Red Alert), можно загрузить бесплатно с официального сайта. Открытый доступ был приурочен к выходу новой части игровой серии — Command & Conquer 4.

## Саундтрек
В 2000 году был выпущен альбом Command & Conquer: Tiberian Sun: Firestorm Original Video Game Soundtrack (официально на отдельном CD никогда не издавался, как и саундтрек к дополнению Red Alert 2 — Command & Conquer: Yuri’s Revenge)
| №   | Название                 | Длительность |
| --- | ------------------------ | ------------ |
| 1.  | «Options Menu (FS Menu)» | 1:15         |
| 2.  | «Map Screen (FS Map)»    | 0:58         |
| 3.  | «Slave to the System»    | 2:38         |
| 4.  | «Rain in the Night»      | 3:59         |
| 5.  | «Link Up»                | 3:17         |
| 6.  | «Killing Machine»        | 3:29         |
| 7.  | «Infiltration»           | 4:20         |
| 8.  | «Hacker»                 | 4:07         |
| 9.  | «Elusive»                | 4:26         |
| 10. | «Deploy Machines»        | 3:47         |
| 11. | «Initiate»               | 4:08         |

Также дополнение содержит треки из оригинальной игры.

## Оценки игры
| Сводный рейтинг       | Сводный рейтинг |
| Агрегатор             | Оценка          |
| --------------------- | --------------- |
| GameRankings          | 72,89 %         |
| Русскоязычные издания |                 |
| Издание               | Оценка          |
| Game.EXE              | [ 6 ]           |
| «Игромания»           | 8,0 / 10        |